# مارکت اینرسهایم
مارکت اینرسهایم (به آلمانی: Markt Einersheim) یک منطقهٔ مسکونی در آلمان است که در کیتسینگن واقع شده‌است.